# 思礼镇
思礼镇，是中华人民共和国河南省济源市下辖的一个乡镇级行政单位。

## 行政区划
思礼镇下辖以下地区：
思礼村、北官桥村、三河寨村、三河村、荆王村、石牛村、北姚村、范寺村、涧南庄村、张村、涧北村、庆华村、西柴庄村、高庄村、三教堂村、立城村、城岸村、竹园沟村、史寨村、西宋庄村、姬沟村、郑坪村、水洪池村、牛湾新村、洛峪新村、黄庄新村和夏神村。